# Jerome Damon
Jerome Damon est un arbitre de football sud-africain né le 4 avril 1972 au Cap.

## Carrière d'arbitre
Jerome Damon est arbitre international depuis 2000.
Il a officié en tant qu'arbitre pendant les tournois suivants :
- Phase qualificative de la coupe du monde de football 2006 et 2010
- Jeux olympiques d'été de 2008
- Coupe d'Afrique des nations de football 2004, 2006 et 2008
- Coupe du monde des clubs 2006

Il n'a pas officié pendant la Coupe du monde de football 2006 mais y a tout de même participé en tant qu'arbitre remplaçant au sein d'un groupe dit « de soutien et de développement » pour éventuellement pouvoir suppléer un arbitre titulaire en cas de blessure ou maladie par exemple.
Il fait partie de la liste des 38 arbitres pré-sélectionnés pour participer à la coupe du monde de football 2010.
Il a arbitré le match Nouvelle-Zélande - Slovaquie le 15 juin 2010 au stade Royal Bafokeng de Rustenburg.